# Sofie Litevská
Sofie Litevská (polsky Zofia Holszańska; bělorusky Соф'я Гальшанская, Sofja Halšanskaja; litevsky Sofija Alšėniškė; asi 1405–1461) byla polská královna, čtvrtá a poslední manželka polského krále Vladislava II. Jagella.

## Život
Vladislavovi II. bylo už přes šedesát, když si 24. (nebo 7.) února 1422 bral za ženu asi sedmnáctiletou Sofii, dceru litevsko-ruského knížete Ondřeje Holšanského (Андрэй Гальшанскі) a kněžny Alexandry Drucké. Svatba se odehrála v běloruském městě Novogrodek. 12. února 1424 byla Sofie v sídelním Krakově korunována polskou královnou. Královna Sofie iniciovala první překlad Bible do polštiny.
Z předchozích manželství měl jen jednu přeživší dceru Hedviku, která zemřela v roce 1431, ve třiadvaceti letech, možná na otravu. Sofie Vladislavovi II. konečně porodila vytoužené mužské dědice. Jejími potomky byli:
- Vladislav III. Varnenčik (31. října 1424 – 10. listopadu 1444), polský a uherský král, padl v bitvě u Varny
- Kazimír IV. Jagellonský (30. listopadu 1427 – 7. června 1492), litevský velkokníže, polský král (1447–1492), ⚭ 1454 Alžběta Habsburská (1436–1505)

Další syn, také Kazimír, zemřel, když mu byl jeden rok. Část polské šlechty odmítala syny Vladislava II. a Sofie Litevské jako dědice polského trůnu, protože neměli krev Piastovců. Vladislav II. musel šlechtě udělit nová privilegia, aby situaci urovnal. V roce 1434 Sofie ovdověla.
Sofie přežila svého nejstaršího syna Vladislava, ale dočkala se toho, že se polským králem a bratrovým nástupcem stal mladší syn Kazimír.